# Maniac (mini-série, 2018)
Pour les articles homonymes, voir Maniac.
Maniac ou Maniaque au Québec est une mini-série américaine créée par Patrick Somerville (en), réalisée par Cary Joji Fukunaga, et mise en ligne le 21 septembre 2018 sur Netflix.
Elle s'inspire de la série norvégienne du même titre créée par Espen PA Lervaag (en), Håakon Bast Mossige, Kjetil Indregard et Ole Marius Araldsen.

## Synopsis
Annie Landsberg, jeune femme dépressive, et Owen Milgrim, en proie à des troubles paranoïaques et schizophrènes, participent à un mystérieux essai clinique mené par des docteurs et supervisé par un superordinateur. Ceux-ci ont pour mission de créer un traitement révolutionnaire permettant de guérir les personnes atteintes de troubles psychiques.

## Distribution

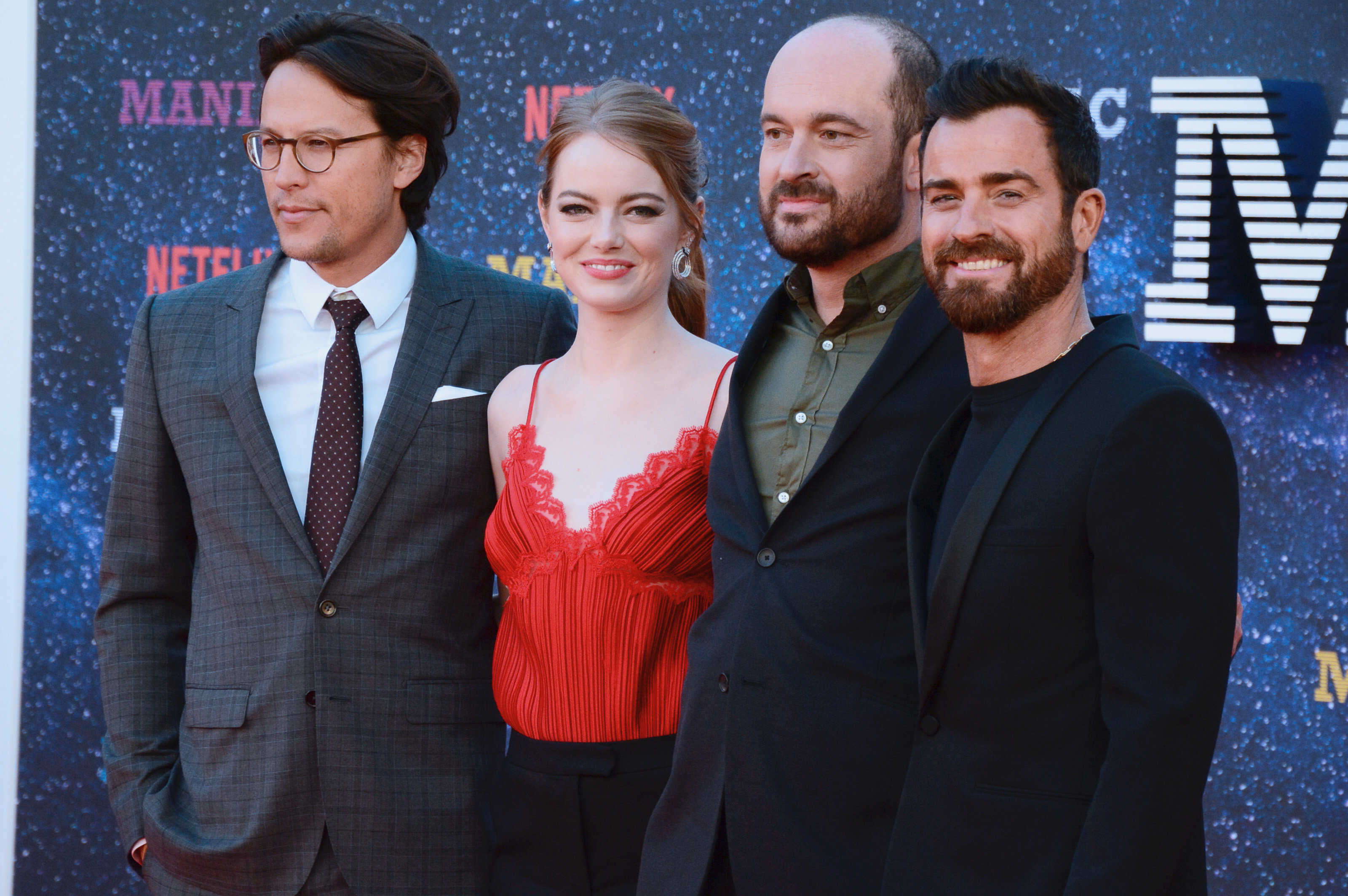
L'équipe de la série à la première londonienne, en septembre 2018.

### Acteurs principaux
- Emma Stone (VF : Olivia Dalric) : Annie Landsberg
- Jonah Hill (VF : Donald Reignoux) : Owen Milgrim
- Justin Theroux (VF : Jérôme Pauwels) : Dr James K. Mantleray
- Sonoya Mizuno (VF : Nina Broniszewski-Madre) : Dr Azumi Fujita
- Gabriel Byrne (VF : Gabriel Le Doze) : Porter Milgrim
- Sally Field (VF : Catherine Davenier) : Dr Greta Mantleray

### Acteurs récurrents
- Kathleen Choe (VF : Josy Bernard) : 3
- Danny Hoch (en) (VF : Jean-Luc Atlan) : 5
- Allyce Beasley (VF : Élisabeth Fargeot) : 11
- Stephen Hill (VF : Daniel Lobé) : D'nail Briggs / 7
- James Monroe Iglehart (en) (VF : Jean-Paul Pitolin) : Carl
- Billy Magnussen (VF : Mathias Mella) : Jed Milgrim
- Julia Garner (VF : Anaïs Delva) : Ellie Landsberg
- Rome Kanda (VF : Yann Guillemot) : Dr. Robert Muramoto
- Aaralyn Anderson (VF : Lucille Boudonnat) : Belle Milgrim / Danielle Marino / Australia
- Cailin Loesch : Jumelle McMurphy / Lady of Arquesta
- Hannah Loesch : Jumelle McMurphy / Lady of Arquesta
- Trudie Styler (VF : Pauline Larrieu) : la mère d'Owen
- Christian DeMarais (VF : Cédric Lemaire) : Mike Milgrim
- Geoffrey Cantor (en) (VF : Guillaume Bourboulon) : Frank
- Jemima Kirke (VF : Céline Legendre-Herda) : Adelaide
- Ramya Pratt (VF : Céline Legendre-Herda) : Vicky
- Grace Van Patten (VF : Alice Taurand) : Olivia Meadows
- Lev Gorn : Sokolov
- Hank Azaria (VF : Olivier Jankovic) : Hank Landsberg
- Selenis Leyva (VF : Laura Zichy) : Patricia Lugo
- Leo Fitzpatrick : Lance
- Joseph Sikora : JC

 Source et légende : version française (VF) sur RS Doublage

## Production
Le projet a débuté en mars 2016 avec Emma Stone et Jonah Hill en tête d'affiche.

## Épisodes
1. L'Élu! (The Chosen One!)
2. Les moulins à vent (Windmills)
3. T'as eu ta dose aujourd'hui (Having a Day)
4. Aux fourrures de Sebastian (Furs by Sebastian)
5. Exactly Like You
6. Problèmes structurels (Larger Structural Issues)
7. Ceci n'est pas une perceuse (Ceci N'est Pas Une Drill)
8. Le Lac aux Nuages (The Lake of the Clouds)
9. Utangátta
10. L'Option C (Option C)